# Мир крановщика
«Мир крановщика» (исп. Mundo grúa) — фильм режиссёра Пабло Траперо. Снят в 1999 году в Аргентине. Завоевал 3 премии «Серебряный кондор», 2 награды кинофестиваля в Венеции, а также ещё 12 кнематографических призов.

## Сюжет
Руло — достаточно успешный в прошлом музыкант, басист в рок-группе. Он живёт в Буэнос-Айресе со своей пожилой матерью и сыном — бездельником, но тоже способным музыкантом. В возрасте около пятидесяти лет Руло остаётся без работы и средств к существованию. Его друг Торрес предлагает ему место оператора подъёмного крана в отдалённом районе Патагонии. Не владея опытом в этой профессии и не соответствуя из-за излишнего веса медицинским требованиям, Руло всё-таки соглашается на предложение. Тут он понимает, как тяжело начинать всё заново в пятьдесят лет.

## В ролях
- Луис Маргани — Руло
- Адриана Айземберг — Адриана
- Даниэль Валенсуэла — Торрес
- Ролли Серано — Вальтер
- Грациана Черони — мать Руло

## Художественные особенности
The New York Times: «стилистический возврат к итальянскому неореализму 1940-х годов. Зернистая плёнка, чуть тонированная сепией, сдержанная натуралистическая „непрофессиональная“ съёмка придают фильму восприятие, как более старого».

## Награды
- «Серебряный кондор» за лучший дебют в режиссуре (Траперо), лучший дебют актёра (Маргани), лучшая актриса второго плана (Айзенберг);
- Международный фестиваль независимого кино в Буэнос-Айресе: лучший актёр (Маргани), лучший режиссёр и специальный приз прессы (Траперо);
- Роттердамский кинофестиваль: приз ФИПРЕССИ режиссёру «За здравый и последовательный реализм, с которым он изображает человечность главного героя»;
- Венецианский кинофестиваль: две специальные премии Пабло Траперо.

## Критика
- Variety: «Фильм сделан из небольших событий и происшествий, выполнен натуралистично и хорошо смотрится. Но операторская работа не особенно привлекательна»[3].
- «Люди подобные Руло в сегодняшнем мире составляют большинство. Все они ищут возможность поделиться простыми радостями с друзьями и близкими. Движимые всё более увеличивающейся конкуренцией на рынке труда, они вынуждены скитаться из страны в страну в поисках постоянной работы. <…> Важно, что такие режиссёры, как Пабло Траперо имеют смелость описа́ть мир таким, каков он есть, в отличие от приятной лжи, исходящей из Голливуда»[4].